# Gheorghe Pițicaru
Gheorghe Pițicaru (ur. 30 maja 1926 w Braszowie) – rumuński sztangista Reprezentant kraju na igrzyskach olimpijskich w 1952 w Helsinkach.
Na igrzyskach olimpijskich w Helsinkach wystąpił w konkursie wagi półciężkiej. W wyciskaniu leżąc uzyskał 95 kg, rwaniu 102,5 natomiast w podrzucie 132,5. W sumie z wynikiem 330 kg został sklasyfikowany na 16. pozycji.